# Fiodor Dobysz
Fiodor Iwanowicz Dobysz, ros. Фёдор Иванович Добыш (ur. 20 lutego?/5 marca 1906 we wsi Kochanowo, w rejonie czerykowskim obwodu mohylewskiego na Białorusi, zm. 29 listopada 1980 w Moskwie) – radziecki dowódca wojskowy, generał pułkownik Armii Radzieckiej.

## Życiorys
Pochodził z biednej rodziny chłopskiej. Od najmłodszych lat pracował w kołchozie. Od 1925 pracował w kopalniach Donbasu, następnie przy budowie Dnieprogesu. W 1927 ukończył technikum zawodowe w Zaporożu, następnie pracował jako ślusarz-montażysta oraz w wytwórni ciekłego tlenu w Dnieprogesie.
Służbę w Armii Czerwonej rozpoczął w październiku 1928. Został kursantem w szkole młodszych dowódców. Członek WKP(b) od 1929. W 1931 po ukończeniu Białoruskiej Zjednoczonej Szkoły Oficerskiej został skierowany do brygady lotniczej, stacjonującej w Smoleńsku. Pełnił służbę kolejno na stanowiskach: młodszego pilota, pilota oraz dowódcy klucza. W 1934 ukończył kurs doskonalenia kadry lotniczej przy szkole lotniczej w Borysoglebsku. Od listopada 1937 do kwietnia 1938 pełnił służbę w składzie wojskowej misji lotniczej w Chinach. Brał udział w wojnie z Japonią, wykonał kilkadziesiąt lotów bojowych. Za wyróżnienie się w walkach został odznaczony Orderem Czerwonego Sztandaru. Następnie do marca 1940 brał udział w wojnie z Finlandią jako zastępca dowódcy pułku lotniczego. Za udział w walkach powietrznych w 1940 został odznaczony Orderem Lenina.
W momencie rozpoczęcia wojny z Niemcami – pełnił służbę w stopniu majora na jednym z lotnisk na Smoleńszczyźnie. Początkowo dowodził pułkiem lotnictwa bombowego, następnie – 1 gwardyjską dywizją lotniczą na Frontach: Północno-Zachodnim, Wołchowskim, Kalinińskim, Woroneskim, Stepowym, 2 Ukraińskim i 1 Ukraińskim. W składzie 5 a następnie 2 Armii Lotniczej brał udział w walkach o wyzwolenie Ukrainy i Polski. Ostatnie walki z Niemcami stoczył nad Berlinem. Wojnę zakończył w stopniu pułkownika.
Brał udział w Paradzie Zwycięstwa w Moskwie 25 czerwca 1945 w składzie zbiorczego pułku 1 Frontu Ukraińskiego.
Po zakończeniu wojny pełnił służbę na stanowiskach dowódczych w lotnictwie radzieckim. 1 marca 1946 został awansowany do stopnia generała majora lotnictwa. W 1951 ukończył studia na fakultecie lotniczym Wojskowej Akademii Sztabu Generalnego. W 1955 został dowódcą 50 Armii Lotnictwa Dalekiego Zasięgu. 26 listopada 1956 awansował do stopnia generała porucznika lotnictwa. 22 listopada 1960 został wyznaczony na stanowisko dowódcy 50 Armii Rakietowej w Smoleńsku.
Dowodząc 50 Armią Rakietową wniósł wielki wkład w jej rozwój oraz podnoszenie gotowości bojowej. Na tym stanowisku w 1962 został awansowany do stopnia generała pułkownika. 50 Armią Rakietową dowodził do 13 lipca 1972.
W 1972 został przeniesiony w stan spoczynku w związku z osiągnięciem wieku emerytalnego. Mieszkał w Moskwie.
Zmarł w Moskwie i tam został pochowany na Cmentarzu Kuncewskim.

## Odznaczenia
- Order Lenina (dwukrotnie)
- Order Czerwonego Sztandaru
- Order Suworowa II klasy
- Order Kutuzowa II klasy
- Order Wojny Ojczyźnianej I klasy
- Order Wojny Ojczyźnianej II klasy
- Order Czerwonej Gwiazdy (dwukrotnie)